# Fartulum bakeri
Fartulum bakeri är en snäckart som först beskrevs av Bartsch 1920.  Fartulum bakeri ingår i släktet Fartulum och familjen Caecidae. Inga underarter finns listade i Catalogue of Life.